# Turfy Gang
Turfy Gang is een Nederlandse popgroep uit Maarssen. De popgroep bestaat uit zeven leden, van wie alleen Joris van Oostveen en Koen Veth de muziek maken.

## Biografie
Turfy Gang werd opgericht in 2021 door Joris van Oostveen. De groep kwam tot stand bij een hockeyvereniging in Maarssen, waarna de groep voor de grap besloot muziek te maken. De naam komt voort uit de Xbox-gamertag van Van Oostveen, Turfy. De groep maakte zijn debuut met de singles 'Bootycall' en 'Je voelt ons'. Dit werd opgepikt door radiostation FunX, waardoor de groep te gast mocht zijn bij de FunX Talent show. Door deze vertoning verkreeg hun single 'Buren' bekendheid.
In 2022 bracht de groep het nummer 'ABC' uit, in samenwerking met LA$$A en Mr. Polska. Later dat jaar bracht de groep ook het nummer 'Mooi van ver' uit in samenwerking met LA$$A en The Partysquad. In de zomer van 2022 maakte de groep zijn debuut op verschillende festivals zoals WiSH Outdoor en WOO HAH!.

## Discografie

### Nummers met een notering in een hitlijst
| Lied                           | Verschijnen       | Album                 | Hitlijsten  | Hitlijsten  | Hitlijsten   | Hitlijsten   | Opmerkingen           |
| Lied                           | Verschijnen       | Album                 | NL (Top 40) | NL (Top 40) | NL (Top 100) | NL (Top 100) | Opmerkingen           |
| Lied                           | Verschijnen       | Album                 | Piek        | Weken       | Piek         | Weken        | Opmerkingen           |
| ------------------------------ | ----------------- | --------------------- | ----------- | ----------- | ------------ | ------------ | --------------------- |
| Buren                          | 5 november 2021   | —                     | tip10       | —           | 19           | 10           |                       |
| ABC (met Mr. Polska en La$$a)  | 18 maart 2022     | —                     | —           | —           | 43           | 4            | Goud in Nederland     |
| Padellen (met La$$a)           | 31 maart 2023     | Loafers van puppyleer | 27          | 5           | 8            | 34           | Platinum in Nederland |
| After van de after (met Trobi) | 22 september 2023 | Loafers van puppyleer | —           | —           | 68           | 1            | Goud in Nederland     |
| Ushuaia (met Russo)            | 6 september 2024  | —                     | 15          | 6           | 2            | 47           | Goud in Nederland     |
| Bacotrein (met Russo)          | 6 september 2024  | —                     | —           | —           | 70           | 1            |                       |
| FHM 500 (met Yssi SB en La$$a) | 10 januari 2025   | —                     | tip21       | —           | —            | —            |                       |